# 9月2日 (旧暦)
旧暦9月2日（きゅうれきくがつふつか）は旧暦9月の2日目である。六曜は仏滅である。

## できごと
- 霊亀元年（ユリウス暦715年10月2日） - 瑞亀献上により和銅から霊亀に改元
- 建仁3年（ユリウス暦1203年10月7日） - 比企能員の変。源頼家の外戚・比企能員による北条時政打倒計画が発覚し討たれる
- 文久3年（グレゴリオ暦1863年10月14日） - 井土ヶ谷事件
- 明治4年（グレゴリオ暦1871年10月14日） - 官吏の給与を年俸制から月給制に改正

## 誕生日
- 寛永18年（グレゴリオ暦1641年10月5日） - 吉良義央、江戸幕府高家肝煎（+ 1702年）
- 寛政3年（グレゴリオ暦1791年9月29日） - 真田幸貫、第8代松代藩主（+ 1852年）
- 文政11年（グレゴリオ暦1828年10月10日） - 松平春嶽、幕末の越前藩主、政事総裁職（+ 1890年）
- 天保12年（グレゴリオ暦1841年10月16日） - 伊藤博文、1・5・7・10代内閣総理大臣（+ 1909年）
- 明治4年（グレゴリオ暦1871年10月15日） - 高野岩三郎、社会統計学者・社会運動家（+ 1949年）

## 忌日
- 開化天皇元年（ユリウス暦紀元前158年10月14日） - 孝元天皇、8代天皇
- 嘉禄3年（ユリウス暦1227年10月13日） - 堀川通具、歌人（* 1171年）